# 英皇三小花
英皇三小花，是自90年代尾香港傳媒對英皇娛樂集團旗下三名新晉女歌手的非官方並稱，通常以合唱歌曲組成，但不是以女子音樂組合形式出現。自此成為一種習慣，出現了多代並稱。

## 並稱明確之組合
以下「英皇三小花」的組合，並稱明顯被廣泛使用及具有固定成員：

### 1998-2002
何嘉莉、葉佩雯、容祖兒：三人分別於1998年在英皇娛樂前身的飛圖唱片正式出道，亦是當時英皇娛樂旗下除趙學而外僅有的三位女歌手，被視為英皇三小花，《真正本色》為三人加上陳奕迅之合唱歌曲。隨著前两者星途不畅，何嘉莉在2002年後轉型形象顧問，葉佩雯退出娛樂圈，容祖兒留守英皇，英皇三小花的稱號由第二代繼承。2017年何嘉莉以KOL重返英皇娛樂，在2020年重返樂壇，2021年與容祖兒世紀合照。

### 2002-2007
鄭希怡、劉思惠、蔣雅文：三人亦稱3T於2002年出道及推出雜錦碟《少女蝶》，被視為英皇第二代三小花，《旋轉樂園》為三人之合唱歌曲。隨著鄭希怡作個人發展，劉思惠退出娛樂圈，蔣雅文另作其他組合發展，英皇三小花的並號由第三代繼承。現時蔣雅文已退出娛樂圈，鄭希怡已在2015年離開英皇娛樂。

### 2007-2019
泳兒（2006年出道）、鍾舒漫（2007年出道）、袁家怡 ：在2007年自組尖Girls兩度拍攝大快活廣告，被視為英皇第三代三小花。但鍾舒漫現時已離開英皇娛樂。

### 2019-2023
許靖韻（2013年出道）、曾樂彤（2018年出道）、李靖筠（2019年出道）：在2020年在《萬眾同心公益金》節目上與大師姐容祖兒隔空合唱歌曲《明日恩典》，被視為英皇第四代三小花，但曾樂彤已離開英皇娛樂。

## 三位一體之組合
以下為英皇旗下三個單位經常一起出席活動的組合：

### 2001年起
容祖兒（1999年出道）、Twins（2001年出道）：她們出道時間相若，志趣相投，她們叫自己做「龍虎豹」，全因夠霸氣， 她們合體時會大叫自己稱號，在2024年《TWINS SPIRIT SINCE 2001 LIVE IN HONG KONG》演唱會中合唱，並稱「英皇龍虎豹」，以容祖兒為首祝現場觀眾「『龍』馬精神」，「虎女」蔡卓妍祝「『虎』虎生威」，「豹妹」鍾欣桐祝「一『豹』而紅」。

### 2006年起
容祖兒（1999年出道）、Twins（2001年出道）及泳兒（2006年出道）：三個單位於2006年起經常一起舉行音樂會。由於Twins有兩位成員（蔡卓妍、鍾欣桐），因此實為英皇四小花。

## 另見
- 香港演藝界並稱